# Полікарпо Пас Гарсія
Полікарпо Хуан Пас Гарсія (7 грудня 1932 — 16 квітня 2000) — гондураський військовий лідер і тимчасовий автократичний президент країни з 1978 до 1982 року.

## Президентство
Пас прийшов до влади 1978 року в результаті так званого «кокаїнового перевороту», який фінансувався Медельїнівським кокаїновим картелем на чолі з наркобароном Хуаном Матта-Бальєстеросом.
За часів його правління збройні сили Гондурасу та спеціальні служби отримували фінансування від картелю в обмін на захист з боку держави, а Гондурас став одним з основних каналів транспортування кокаїну та марихуани з Колумбії. Коли американське Управління в боротьбі з наркотиками розмістило свій перший офіс у Тегусігальпі 1981 року, воно швидко дійшло висновку, що «майже всі члени уряду були залучені до торгівлі наркотиками».
Його правління також відзначалось зростанням рівня корупції та високим рівнем військових репресій.
Військовики керували Гондурасом з 1963 року, а Пас став останнім на теперішній час генералом на посту глави держави. Вибори 1981 року виграв Роберто Суасо Кордова, і Пас склав свої повноваження в січні наступного року.